# Paul Robert Hickel
Paul Robert Hickel ( 1865 - 1935 ) fue un botánico, dendrólogo, francés, de origen inglés. Trabajó con A.Camus; habiendo publicado en Bull. Mus. Natl. Hist. Nat. 1923, Ann. Sci. Nat., Bot. 1921, Flore générale de l'Indochine, 1930

## Algunas publicaciones
- 1916. Mesures à prendre pour assurer nos besoins en bois après la guerre... Ed. Imp. Nationale, 6 pp.

- 1914. Graines et plantules des arbres et arbustes indigènes et communément cultivés en France: (feuillus). Angiospermes 2

## Honores
En 1926 fue presidente de la Sociedad Botánica de Francia.

### Epónimos
En su honor se nombra un género de la familia de las poáceas: Hickelia A.Camus
- La abreviatura «Hickel» se emplea para indicar a Paul Robert Hickel como autoridad en la descripción y clasificación científica de los vegetales.[3]